# Syndyas amazonica
Syndyas amazonica är en tvåvingeart som beskrevs av Ale-rocha 1999. Syndyas amazonica ingår i släktet Syndyas och familjen puckeldansflugor. Inga underarter finns listade i Catalogue of Life.